# Graafseweg
De Graafseweg is een doorgaande weg in de Nederlandse stad Nijmegen. De weg maakt deel uit van de Provinciale weg 326.

## Route
De Graafseweg loopt vanaf naar het Keizer Karelplein (in het stadscentrum) over het Maas-Waalkanaal tot aan de Graafsebrug. De weg is, op een klein gedeelte ter hoogte van de wijk Bottendaal dat enkelbaans is na, uitgevoerd met 2x2 rijbanen die ook deels gescheiden zijn. 
De weg geldt als een van de drukste routes in Nijmegen en op het gehele traject is 50 kilometer per uur de maximumsnelheid. Het gedeelde tussen Keizer Karelplein en de Neerbosscheweg maakt vanaf eind 2013 deel uit van de stadsroutes en heeft de aanduiding S103 gekregen.

## Naam
De naam verwijst naar de oude Grooteweg van Nijmegen naar Grave. De weg liep vroeger tot aan de Teersdijk.
De weg wordt vanaf de 17e eeuw vermeld als Wech naer de Grave (Blaeu, 1649), Wech naer de Grave (Nicolaes van Geelkercken, 1653) en Wegh Naa de Graf (Kiers, 1751). In 1880 werd de naam middels een raadsbesluit gewijzigd in Graafsche straat, wat in 1904 Graafsche  weg werd. Sinds 1947 heeft de weg zijn huidige naam.

## Begraafplaats
Aan de Graafseweg 419 ligt de hoofdingang van de Begraafplaats Graafseweg.

## Afbeeldingen

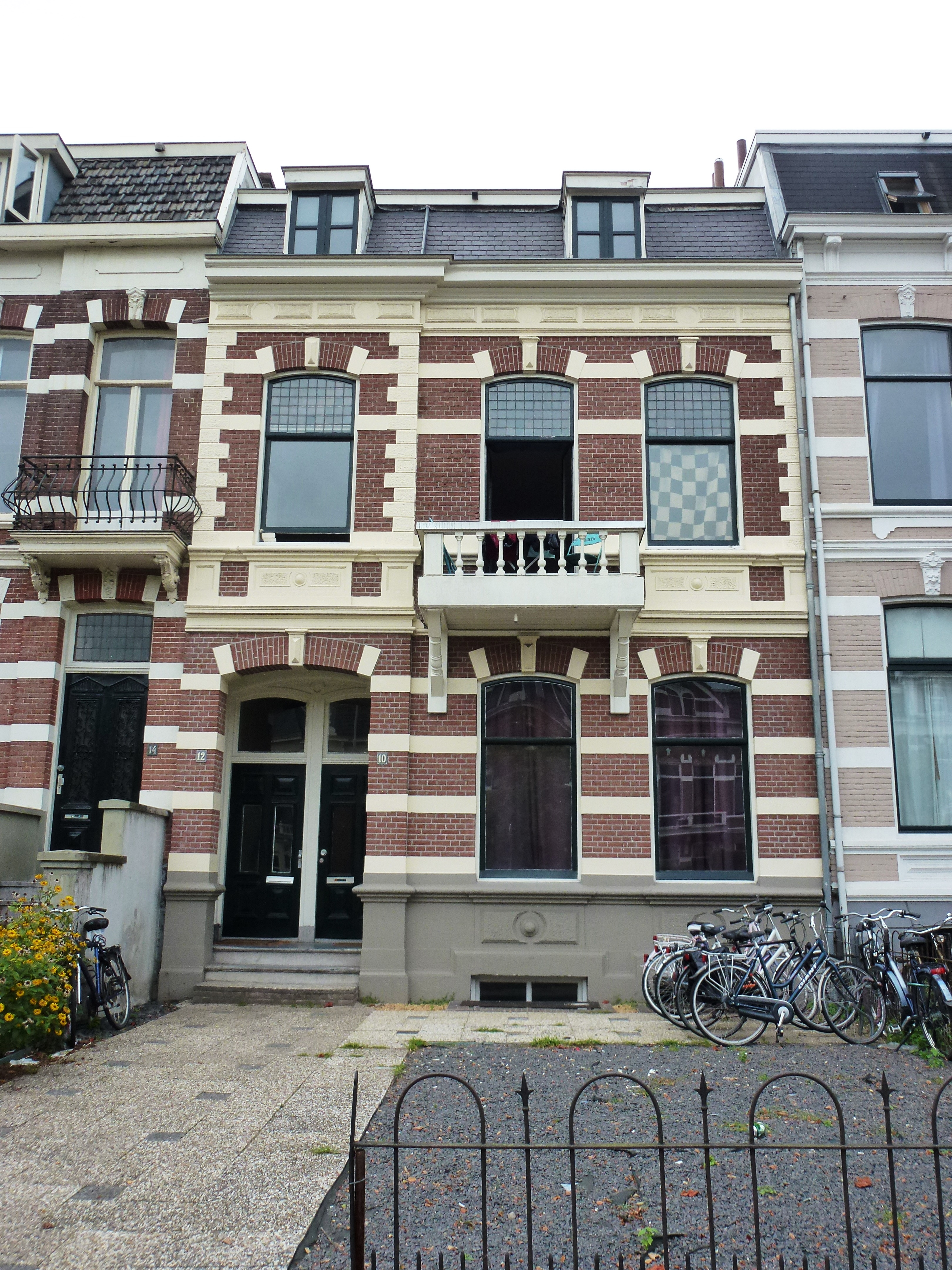
Graafseweg 10-12
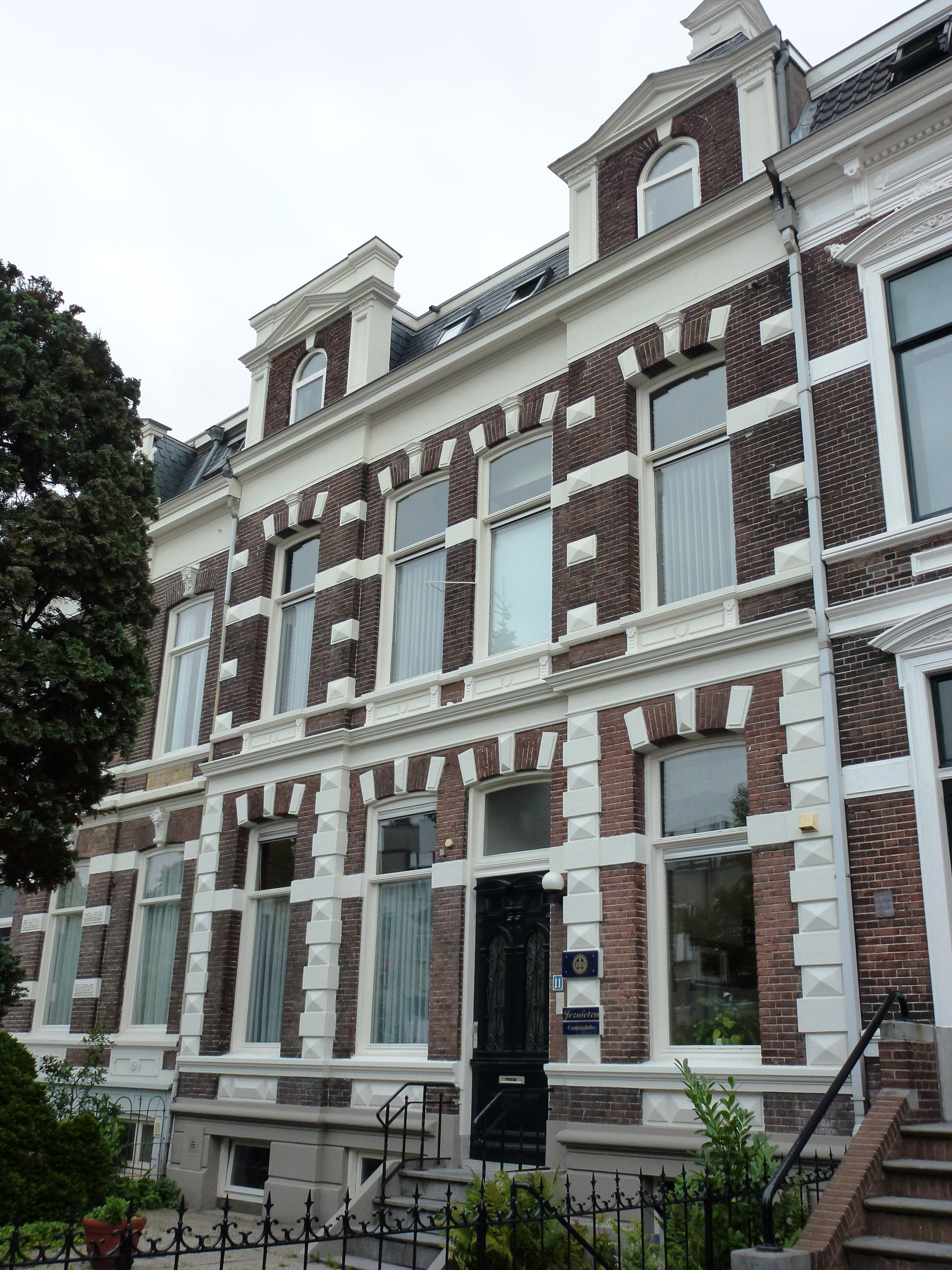
Graafseweg 11
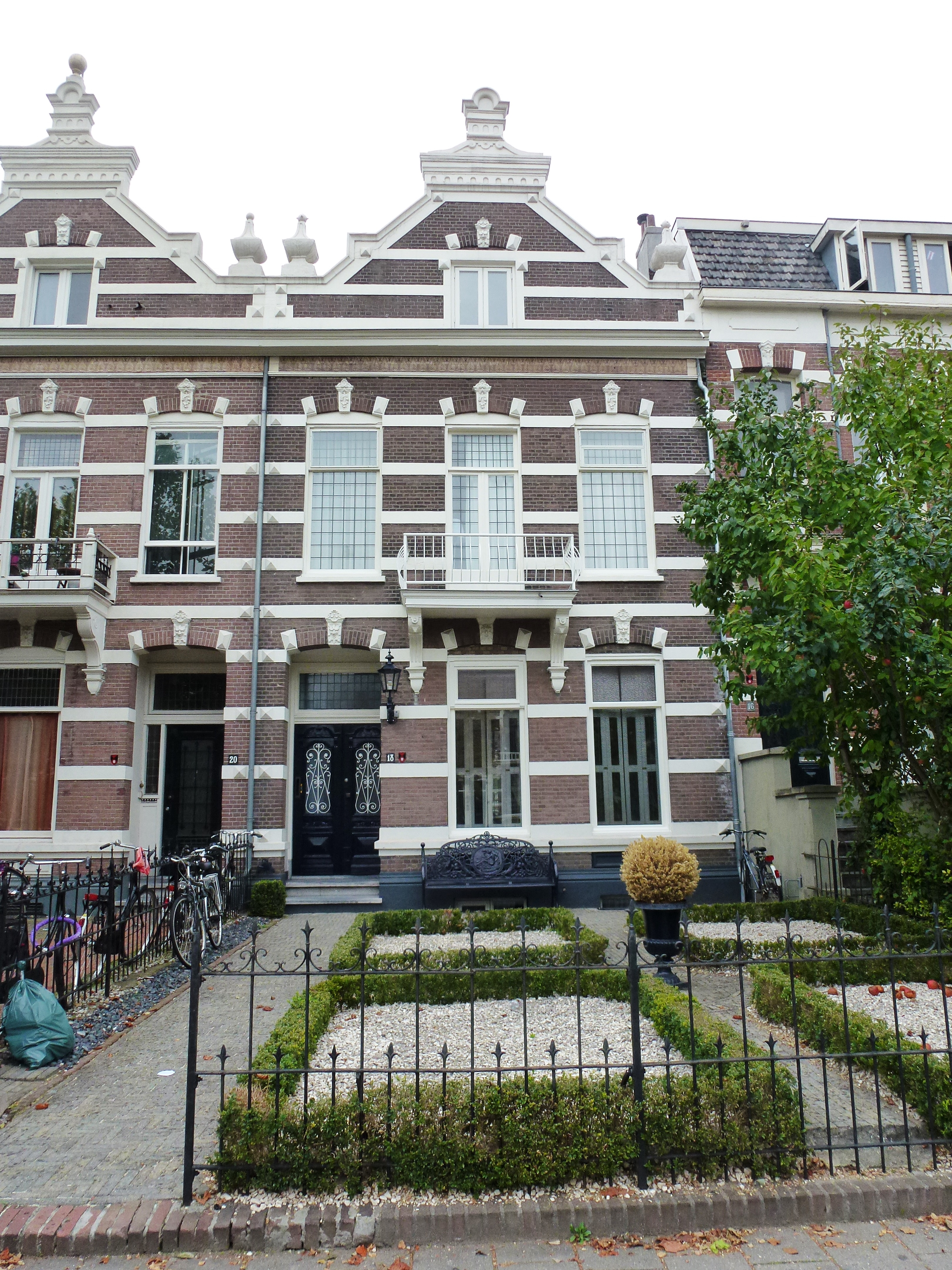
Graafseweg 18
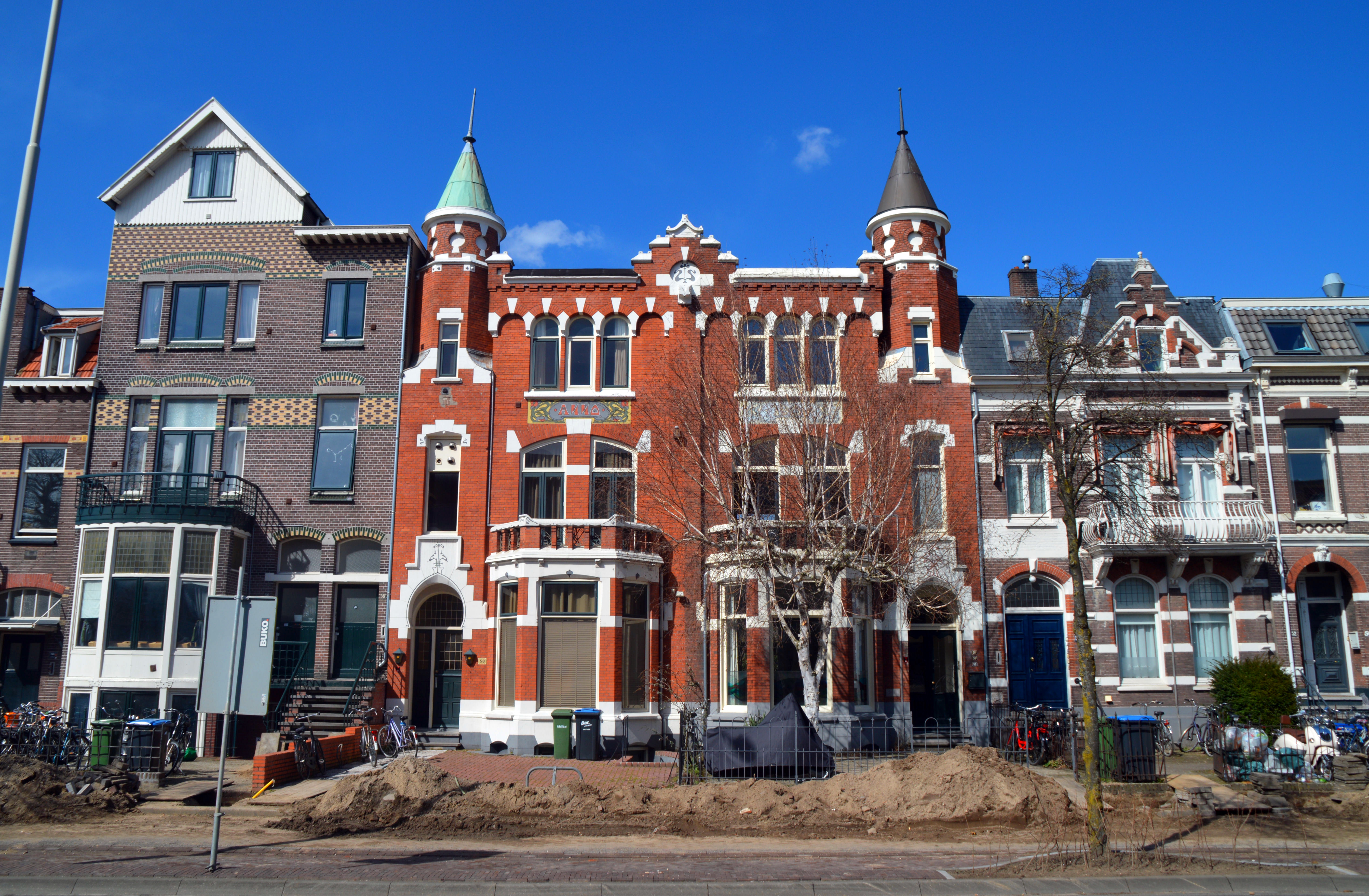
Graafseweg 58
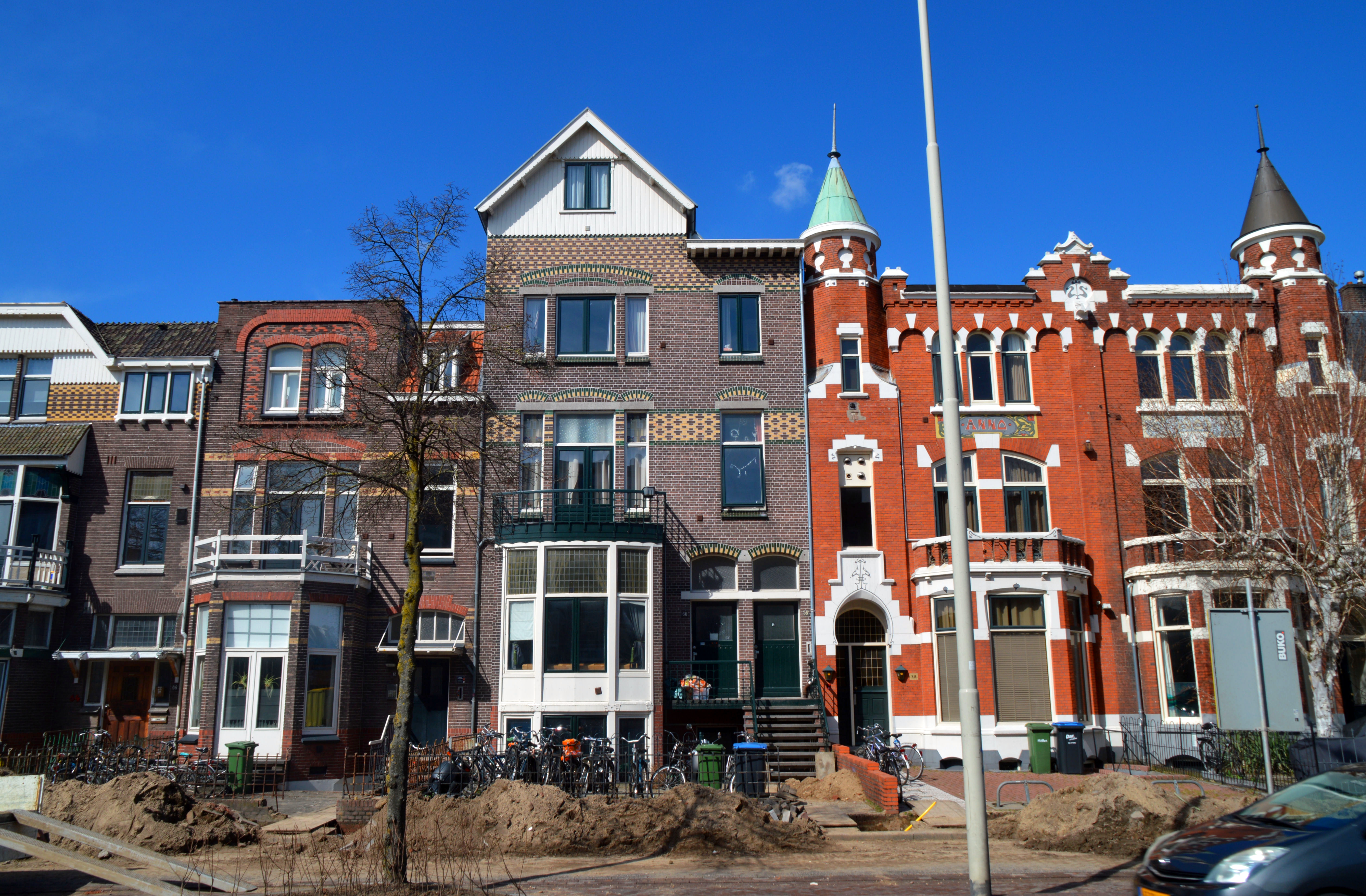
Graafseweg 58a-60 Woonhuis en Architectenbureau Oscar Leeuw
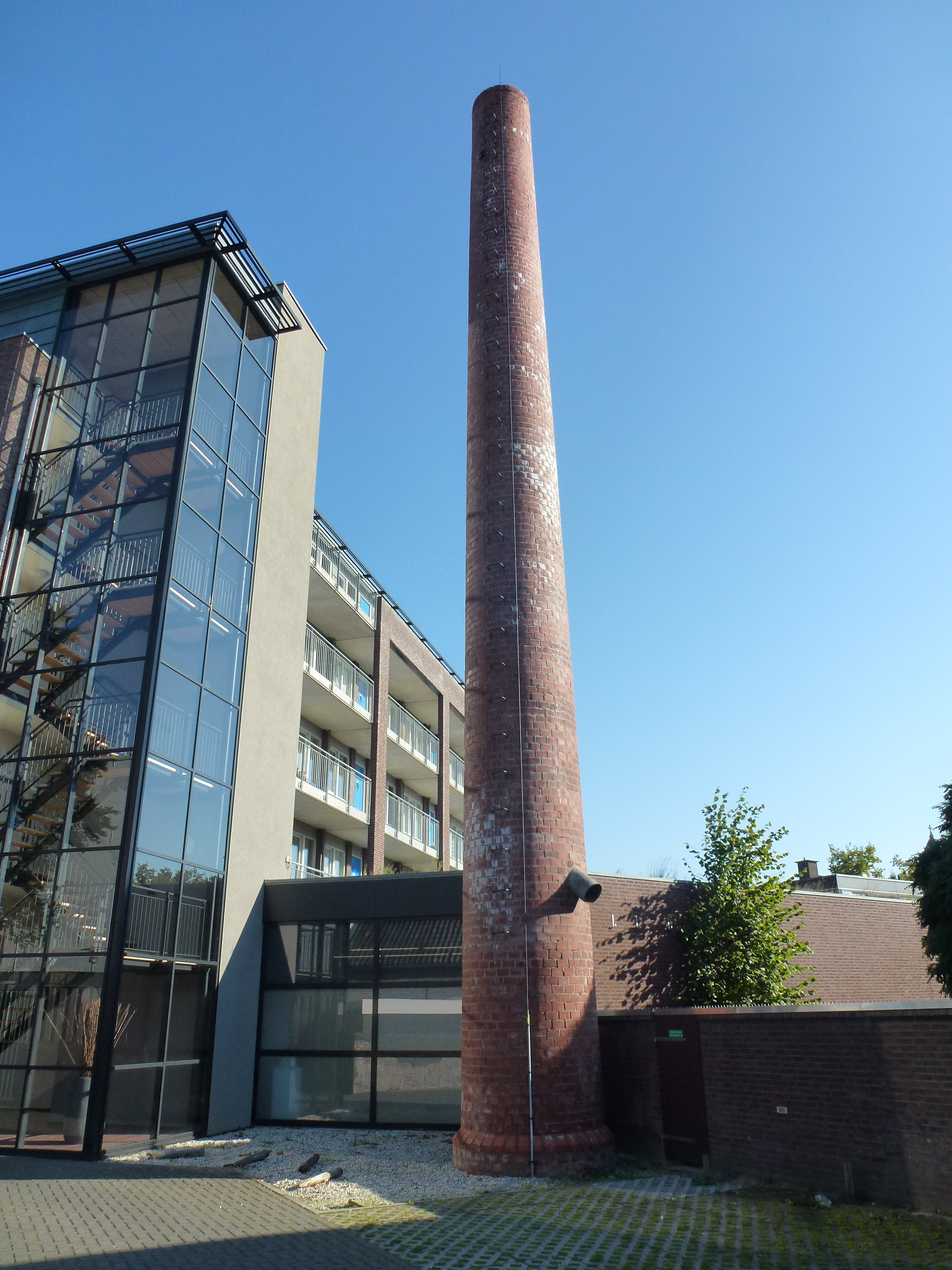
Fabrieksschoorsteen bij Graafseweg 59a
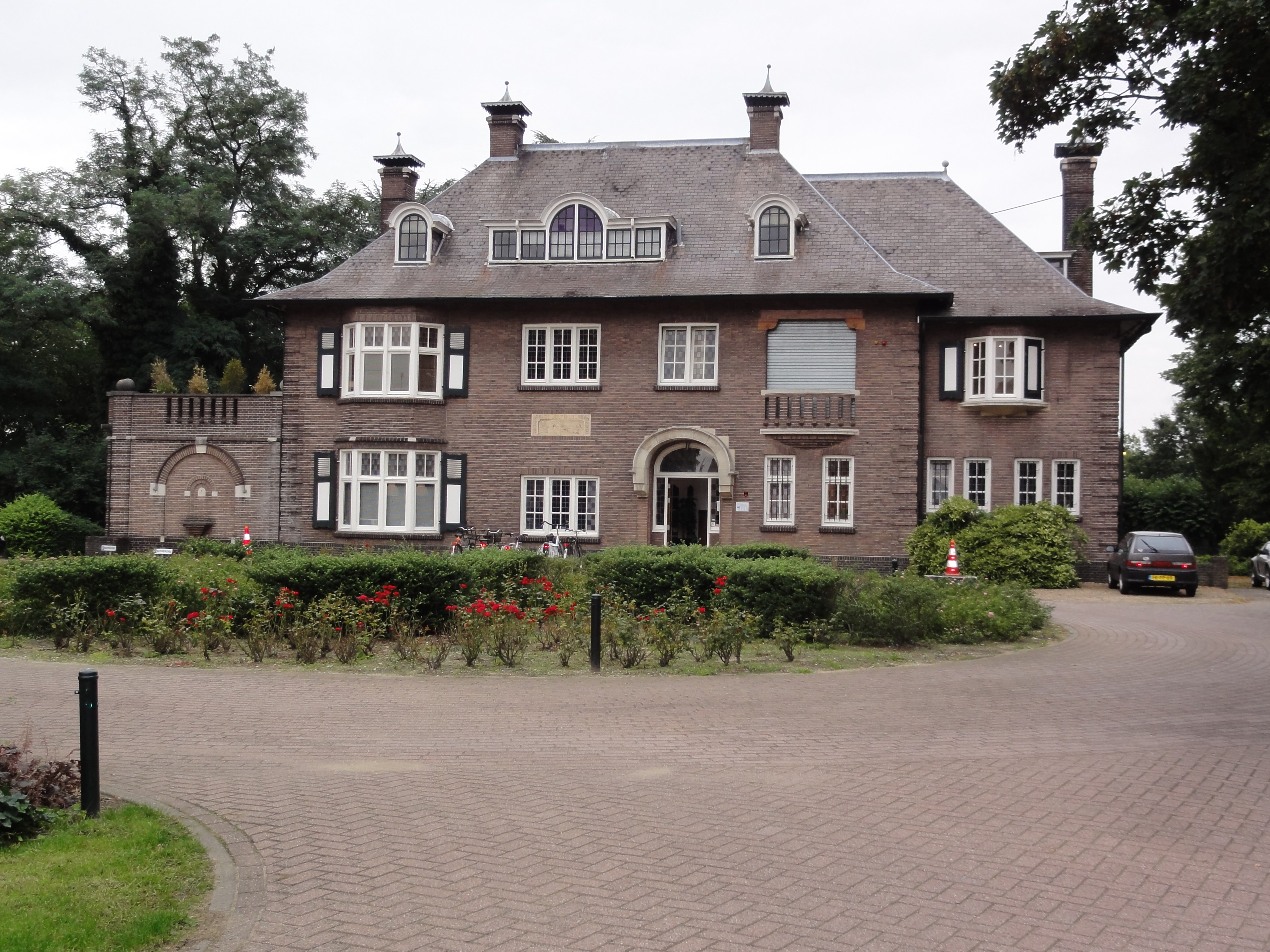
Rijksmonument Villa De Wolfskuyl Graafseweg 232A